# Nicolás Azambuja
Nicolás Azambuja (Salto, Uruguay; 28 de marzo de 2008) es un futbolista uruguayo. Juega como delantero o mediocampista en el Danubio Fútbol Club de la Primera División de Uruguay. 

## Selección nacional

### Selecciones juveniles
Inició su participación en la selección uruguaya con la categoría sub-15, donde disputó el Campeonato Sudamericano de Fútbol Sub-15 de 2023 en Bolivia. Disputaría el partido contra Ecuador que terminó en empate de cero a cero.

### Participaciones internacionales
| Competición                 | Sede     | Resultado | Partidos | Goles | Asist. |
| --------------------------- | -------- | --------- | -------- | ----- | ------ |
| Sudamericano Sub-15 de 2023 | Bolivia  | 8.° lugar | 4        | 2     | 0      |
| Sudamericano Sub-17 de 2025 | Colombia | 9.°lugar  | 5        | 1     | 0      |